# Фишер, Арчи
Арчи Фишер (р. 23 октября 1939, Глазго, Великобритания) — британский фолк-певец, гитарист, бард.

## Начало карьеры
Арчи Фишер родился в Глазго, Шотландия, 23 октября, 1939 г. в большой семье, где пели все (две из шести его сестер, Рэй и Силла Фишер, также являются профессиональными певицами). В 1960 г. он переезжает в Эдинбург и регулярно выступает в фолк-клубе «The Howff», управляемым Рой Гэстом. В 1962 году Рэй и Арчи выпустили сингл «Far Over the Forth» на лейбле «Topic». Они также выступали в программе «Hootenanny» на BBC. В 1965 году вся семья записала альбом «Traditional and New Songs from Scotland». Арчи познакомился с Робином Вильямсоном, Клайвом Палмером и Майком Хэроном, которые впоследствии образовали группу The Incredible String Band.

## Фолк-фестиваль в Эдинбурге
Альбом участников фестиваля был записан на лейбле «Decca Records». Он назывался «Edinburgh Folk Festival vol 2» и содержал треки, записанные Рэй Фишером, Арчи Фишером, Энн Бриггс и группой «The Ian Campbell Folk Group» (при участии Дэйва Сворбрика). Янш и Бриггс выступали вместе, но записи этого не было. Арчи с самого начала признал силу пения Барбары Диксон, и в 1969 г. пригласил её выступить в качестве приглашенного исполнителя на его альбомах. Его песня «Witch of the Westmorland» была записана в 1971 г. Барбарой Диксон для своего альбома «From the Beggar’s Mantle», самим Арчи на альбоме «The Man With a Rhyme» в 1976, и Стэном Роджерсом в 1979, а также Голден Бу в 1983.

## Возвращение
В 1983 он начал вести программу «Путешествуя в народе» (Travelling Folk), посвященную народной («фолк») музыке на «Radio Scotland». Эта программа выходит в эфир до сих пор. Он выступил ведущим гитаристом на альбоме Тома Пакстона 1986 г. «Самое лучшее от Тома Пакстона»
(The Very Best of Tom Paxton), а также выступал с Томми Мейкемом и Лайамом Клэнси. Когда Барбара Диксон вернулась к пению народных песен, Арчи получил приглашение опять присоединиться к ней. Арчи гастролировал по Канаде и США как сольный исполнитель, а также вместе в Гарнетом Роджерсом, и, в последнее время, с Джоном Ренборном.
Стиль его пения можно определить как довольно нежный, поэтому он избегает использования электронных инструментов. Песня «Темноокая Молли» («Dark-Eyed Molly») была записана группой Fairport Convention, Евой Кэссиди (Eva Cassidy), Стэном Роджерсом (Stan Rogers), и Шиной
Веллингтон (Sheena Wellington). «Линдси» («Lindsay») была записана Джоном Ренборном (John Renbourn) и была хитом на его живых выступлениях в течение долгих лет, а «Дождь в горах» («Mountain Rain») был записан Визом Джоунсом (Wizz Jones) (партия гитары — Джон Ренборн).
Сейчас Арчи Фишер живёт на юге Шотландии. Является Членом Отличнейшего ордена Британской Империи в списке награждённых в 2006 году.

## Дискография

### С семьей Фишеров
- Traditional and New Songs From Scotland (1965)

### Сольные записи
- Archie Fisher (1968)
- Orfeo (1970)
- Will Ye Gang, Love (1976)
- The Man With A Rhyme (1976)
- Sunsets I’ve Galloped Into (1988)
- Windward Away (2008)
- A silent song (2015)

### С Барбарой Диксон
- The Fate o' Charlie (1969)
- Thro' The Recent Years (1970)

### С Гарнетом Роджерсом
- Off the Map (1986)